# Phase Rot
Als Phase Rot wird in der Schweiz die Sperrung der Durchfahrt durch den Gotthard- und/oder den San Bernardino-Tunnel für den internationalen Schwerlastverkehr bezeichnet. Dies kann bei Überlastung der Tunnelstrecken der Fall sein, bei Bauarbeiten im Tunnel mit Totalsperre sowie bei ausserordentlichen Ereignissen wie Lawinenabgängen auf den Tunnelzufahrten oder  bei Unfällen. Da der LKW-Verkehr auch im Sommer nicht über die Passstrassen der entsprechenden Alpenpässe geführt werden kann, bedeutet dies für den Strassengüterverkehr Zwangspausen. 

## Implementierung
Die Phase Rot wird von der jeweils zuständigen Kantonspolizei ausgerufen. Die Fahrzeuge werden dann auf Warteräumen festgehalten, die  entlang der Nationalstrassen vor den Tunnelportalen eingerichtet worden sind. Dort können die Fahrzeugführer unter Umständen tagelang festsitzen.
Wenn die Parkplätze in der Schweiz belegt sind, kann der Transit-Güterverkehr bereits an den Grenzen angehalten werden. Eine Einreise in die Schweiz ist für diese LKW dann nur möglich, falls sie statt der A2 (Gotthardroute) oder A13 (San-Bernardino-Route) die Alpenquerung über die Europastrasse 27 durch den Kanton Wallis wählen.

## S-Verkehr
Von einer Phase Rot wird vorwiegend der Transitverkehr betroffen. Um den Warenverkehr nach und aus den südlich der Alpenpässe gelegenen Gebieten der Kantone Tessin und Graubünden mit dem nördlichen Teil der Schweiz bevorzugt zu ermöglichen, wurde 2002 der „S-Verkehr“ eingerichtet. Die beiden Kantone können Betrieben für wirtschaftliche bedeutende Binnenverkehrs-Transporte eine Genehmigung erteilen, mit denen Schweizer LKW  die beiden Alpentunnel bevorzugt durchfahren dürfen. Die entsprechenden Fahrzeuge werden mit einer Tafel gekennzeichnet, die ein gelbes „S“ auf rotem Grund zeigt. Die Transporte müssen in einem der Kantone entlang der A2, A4 oder A13 beginnen oder enden.

## Dosiersystem
Um den Verkehr auf der Tunnelstrecke flüssig zu halten, wird beim Gotthard-Strassentunnel seit 2002 die Zahl der stündlichen Durchfahrten  mittels eines Dosierungssystems beschränkt. Für alle Lastwagen, sowohl im Binnen- wie im Transitverkehr, kommt ein Tropfenzählersystem zur Anwendung, mit dem nur 60 bis 100 LKWs pro Richtung und Stunde die Einfahrt erlaubt wird, abhängig vom PKW-Aufkommen. Dabei wird der „S“-Verkehr bevorzugt behandelt. 

## Auswirkungen
Für ausländische Frachtführer, die an Termine gebunden sind, ist durch die Regelungen zu Dosierung und Phase Rot die Gotthard- respektive San-Bernardino-Achse zu einem nicht kalkulierbaren Risiko geworden, so dass häufig teureren und längeren Routen wie Brennerpass oder Mont-Blanc-Tunnel der Vorzug gegeben wird. 
Als Umfahrungsmöglichkeiten innerhalb der Schweiz wird die Route über die A9 ins Wallis und von dort durch den Grosser-St.-Bernhard-Tunnel nach Italien vorgeschlagen. Als andere Alternativen für den Gütertransport durch die Schweiz stehen die Nutzung des unbegleiteten kombinierten Verkehrs (UKV) oder der Rollenden Landstrasse bereit.